# Antheraea larissa
Antheraea larissa là một loài bướm đêm thuộc họ Saturniidae. Nó được tìm thấy ở Sundaland.
Ấu trùng ăn Shorea glauca.